# Julio Borges

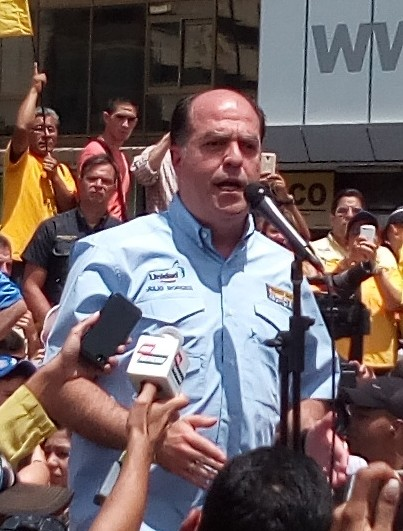
Julio Borges bei einer Sondersession des Venezolanischen Parlaments 2017

Julio Andrés Borges Junyent (* 22. Oktober 1969 in Caracas, Venezuela) ist ein venezolanischer Politiker. Er ist Vorsitzender der Partei Primero Justicia („Gerechtigkeit Zuerst“). Von Januar 2017 bis Januar 2018 war er Präsident der Nationalversammlung. Seit 2018 lebt er im Exil in Kolumbien.

## Lebenslauf
Borges schloss 1992 sein Studium an der Katholischen Universität Andrés Bello – einer bekannten von Jesuiten geführten Privatuniversität in Venezuela  – ab. 1994 absolvierte er ein Masterstudium der Politischen Philosophie und Sozial-Philosophie am Boston College in den USA, sowie 1996 weiteres Masterstudium der Politikwissenschaften und Lateinamerikawissenschaften an der Universität Oxford in England. Die Katholische Universität Andrés Bello ernannte ihn zum Honorarprofessor.
1998 trat Borges ins öffentliche Leben seines Landes ein, als er für den Fernsehsender RCTV seine eigene Sendung „Justicia para Todos“ („Gerechtigkeit für alle“) produzierte und moderierte. In dieser Fernsehsendung wurden unterschiedliche Streitfälle dargestellt, und Borges spielte den „Friedensrichter“, der schließlich ein Urteil fällte. Die Sendung war sehr populär, wurde allerdings auch dafür kritisiert, dass Gewalt dargestellt wurde zu einer Uhrzeit, wenn Kinder fernsehen.
Zu dieser Zeit trat Borges der Bewegung „Primero Justicia“ bei. 1999 wurde er von dieser Organisation für die Wahlen zur verfassunggebenden Versammlung aufgestellt und schließlich auch gewählt.

## Politische Karriere
Im Jahr 2000 wurde „Primero Justicia“ eine politische Partei. Borges wurde Abgeordneter des Staates Miranda in der Nationalversammlung und in den Folgejahren Mitglied verschiedener einflussreicher Ausschüsse und Kommissionen.
Seit Hugo Chávez venezolanischer Präsident wurde, ist Borges ein lautstarker Kritiker der Regierung. Er und seine Partei unterstützten den Staatsstreich im April 2002.
Seine Partei unterstützte offen den „Ölstreik“ 2002/2003. Borges wurde von der Regierung vorgeworfen, städtische Unruhen zu unterstützen, sich gegen die Regierung zu verschwören und ein Agent der CIA zu sein. Diese Vorwürfe wurden von Borges zurückgewiesen.
Borges war einer der größten Unterstützer des Misstrauensvotums gegen Chávez im Jahr 2004. Nachdem Chávez gewonnen hatte, beschuldigte er ihn der Wahlfälschung. Nach den von der „Primero Justicia“ verlorenen Regionalwahlen im selben Jahr wiederholte er seine Wahlfälschungsvorwürfe.
Am 27. Mai 2005 kündigte Borges seine Kandidatur für die Wahlen zum Präsidenten von Venezuela an, die am 3. Dezember 2006 stattfanden. Das Motto der Wahlkampagne lautete „Hacia el Progreso Popular“ („Für den Fortschritt des Volkes“). Borges zog während der Vorwahlen seine Kandidatur am 9. August 2006 zugunsten von Manuel Rosales (Gouverneur des Bundesstaates Zulia) zurück.
Nach dem Sieg des Oppositionsbündnisses Mesa de la Unidad Democrática, zu dem auch Primero Justicia gehört, bei der Parlamentswahl 2015 wurde Borges zunächst Sprecher des parlamentarischen Mehrheitsblocks. Im Januar 2017 übernahm er das Amt des Präsidenten der Nationalversammlung.
Er erwähnte in der New York Times die Schritte der Regierung zur Entmachtung dieses Parlaments und der Zersetzung der Demokratie; die folgenden anstehenden Regionalwahlen wurden vom Regime illegalerweise verschoben, das Abberufungsreferendum gegen den Präsidenten suspendiert. Darauf ging das von den Chavisten kontrollierte Oberste Gericht weiter als je zuvor mit seinen Aufhebungen von Parlamentsentscheiden und übernahm gleich selber die Aufgaben des Parlaments. Dieser Schritt wurde wegen viel öffentlichem und internationalem Druck teils rückgängig gemacht. Als Borges die Armee aufrief, zur Verfassung zu stehen, forderte Maduro die Verhaftung von Borges wegen "Aufrufs zum Staatsstreich".
Im Juni 2017 erklärte Borges, dass die geplante verfassungsgebende Versammlung nur die Krise verstärken würde; was Präsident Maduro ankündigte sei nichts Anderes als das Eingestehen, dass in Venezuela eine Diktatur herrsche. Er forderte erneut die Streitkräfte auf, genau hin zu hören, wenn der Präsident spreche.